# Vlaams Rechtsgenootschap (Gent)
Het Vlaams Rechtsgenootschap Gent, afgekort als VRG Gent, is de faculteitskring van de studenten Rechtsgeleerdheid aan de Universiteit Gent.

## Geschiedenis
Het Vlaams Rechtsgenootschap Gent werd gesticht te Gent op 23 december 1926 door een aantal studenten die buiten de lessen wilden samenkomen om zich te bekwamen in het leren pleiten en voordragen in het Nederlands. De behoefte hiertoe was tweeledig. Enerzijds was het onderwijs erg theoretisch ingesteld zodat enige praktijktoepassingen een welkome aanvulling vormden. Anderzijds was het Nederlands als onderwijstaal pas (gedeeltelijk) ingevoerd in de Universiteit Gent vanaf 1923, zodat ook op dit gebied nog veel hiaten dienden opgevuld te worden.
Na de oprichting kende het genootschap een vliegende start, hetgeen voor een groot stuk de verdienste was van professor Albert Kluyskens, die het Vlaamsch Rechtskundig Genootschap doorheen die moeilijke beginjaren loodste met woord en vooral daad, door in die periode geen enkele samenkomst te missen.
In de daaropvolgende jaren werden ook andere activiteiten ontplooid. Toch bleef de nadruk steeds op het juridische en was de werking eerder kleinschalig te noemen. Een keerpunt kwam er in de jaren ’60. Parallel met de stijging van het aantal studenten, door de democratisering en vervrouwelijking van het onderwijs, groeide het genootschap uit tot een massavereniging. Als ankerpunt kunnen we hier het academiejaar 1966-’67 aanhalen, onder het praesesschap van Hubert Bocken, die later professor werd aan de Gentse rechtenfaculteit. Op dat ogenblik versmolt het VRG Gent met Themis, die de kandidaturen in de rechten groepeerde, waardoor het Vlaams Rechtsgenootschap zich nu de studentenvereniging van alle studenten in de rechten kon noemen. Ook werd toen voor de eerste keer een eigen café, het Hof Van Beroep, geopend.
In 2006 moest het Hof Van Beroep, dat toen gevestigd was in de Sint-Pietersnieuwstraat, haar deuren echter sluiten wegens ernstige gebreken aan het gebouw. In afwachting van een procedure in kort geding, om de verhuurder de nodige werken te doen uitvoeren, bleef het café gesloten gedurende academiejaar 2006-2007. Toen bleek dat een uitspraak in de procedure niet snel moest worden verwacht, werd het Hof van Beroep verhuisd naar een veel groter pand aan de Blandijnberg. Aan het einde van academiejaar 2008-2009 bleken de inkomsten echter onvoldoende om de kosten van het grotere pand te dekken, zodat besloten werd het café te sluiten en de beherende VZW te vereffenen.
Tijdens het academiejaar 2014-2015 kwam het VRG Gent in de nationale pers omdat ze het Gentse Doopdecreet hadden geschonden. Op de doop werden verschillende studenten ziek na het eten van rauw vlees. De rector Anne De Paepe besloot daarop het VRG Gent één maand te schorsen als erkende studentenvereniging.
In academiejaar 2016-2017 viert het Vlaams Rechtsgenootschap Gent haar 90-jarig bestaan.

## Activiteiten
- Distributie van nota's en cursussen via een cursusdienst
- Organisatie van culturele, sportieve en ontspanningsactiviteiten
- Publicatie van wet- en studieboeken
- Studentencafé: De Coulissen Gent

## Bekende oud-leden
- Geert Lambert
- Luc Van den Bossche
- Boudewijn Bouckaert
- Victor Sabbe
- Albert Claes
- Guido Verhaegen
- Roland Tack

Vlaamse Geschiedkundige Kring ·  Kring Moraal en Filosofie · Vlaamse Levenstechnische Kring · Vlaams Rechtsgenootschap · Vlaamse Technische Kring